# Stazione di Montbéliard
La stazione di Montbéliard (in francese Gare de Montbéliard) è la principale stazione ferroviaria di Montbéliard, Francia.